# فراری بزرگ (فیلم ۲۰۲۳)
فراری بزرگ (به انگلیسی: The Great Escaper) یک فیلم زندگی‌نامه‌ای کمدی-درام محصول ۲۰۲۳ به کارگردانی الیور پارکر، نویسندگی ویلیام آیوری با بازی مایکل کین و گلندا جکسون است. این فیلم بر اساس داستان واقعی کهنه سرباز ۹۰ ساله نیروی دریایی سلطنتی بریتانیا در جنگ جهانی دوم برنارد جردن است که از خانه سالمندان خود برای شرکت در مراسم بزرگداشت هفتادمین سالگرد پیاده‌سازی در نرماندی در فرانسه در ژوئن ۲۰۱۴ شرکت کرد.
این فیلم اولین نمایش جهانی خود را در لندن در بی‌اف‌ای ساوت بانک در ۲۰ سپتامبر ۲۰۲۳ انجام داد، و در ۶ اکتبر ۲۰۲۳ در بریتانیا توسط برادران وارنر پیکچرز منتشر شد. این فیلم آخرین بازی‌های هر دو بازیگر اصلی را رقم زد: جکسون در ژوئن ۲۰۲۳، نه ماه پس از پایان فیلمبرداری درگذشت. کین در اکتبر ۲۰۲۳ بازنشستگی خود را از بازیگری اعلام کرد. این همچنین آخرین فیلم تولید شده توسط پته (شرکت فیلم‌سازی) است، پس از اینکه این بخش در نوامبر ۲۰۲۳ اعلام کرد که آنها برای تمرکز بر تلویزیون ممتاز تغییر ساختار خواهند داد و فقط فیلم‌هایی را از شرکت مادر خود منتشر خواهند کرد. در زمان فیلمبرداری، کین ۸۹ ساله و جکسون ۸۶ ساله بود.
فیلم دیگری، با عنوان آخرین تفنگدار با بازی پیرس برازنان که در ۵ نوامبر ۲۰۲۳ منتشر شد، بر اساس داستان جردن است.

## بازخوردها
- در وب‌سایت جمع‌آوری نقد راتن تومیتوز از ۳۵ نقد منتقد، با میانگین امتیاز ۷٫۱ از ۱۰ مثبت است.[۱۰]
- در متاکریتیک، که از میانگین وزنی استفاده می‌کند، بر اساس رای هفت منتقد، امتیاز ۶۸ از ۱۰۰ را به فیلم اختصاص داد که نشان دهنده نقدهای «عموماً مطلوب» است.[۱۱]